# Leslie Graham
Robert Leslie (Les) Graham DFC (Wallasey, 14 settembre 1911 – Isola di Man, 12 giugno 1953) è stato un pilota motociclistico britannico.
Nel 1949, anno d'esordio del Motomondiale, si è laureato campione del mondo nella classe 500.
Anche suo figlio, Stuart Graham, ha corso come pilota professionista.

## Carriera
Aveva iniziato a correre negli anni trenta con motociclette acquistate di seconda mano, presentandosi alla partenza delle gare britanniche più conosciute del tempo come la North West 200, il GP dell'Ulster e naturalmente il Tourist Trophy. Durante questo primo decennio di competizioni non raggiunse peraltro risultati particolarmente degni di nota.
La sua carriera nel motociclismo venne ovviamente interrotta dalla seconda guerra mondiale in cui Graham diventò un pilota aeronautico di bombardieri della RAF.
Riprese a gareggiare nel dopoguerra, questa volta in sella a moto della AJS, aggiudicandosi le sue prime corse; proprio con questa casa motociclistica prese il via alle classi 350 e 500 della prima edizione del motomondiale, conquistando, oltre che il titolo mondiale della 500, il settimo posto in 350.
Curiosa fu l'assegnazione del titolo mondiale: su 6 gare del campionato, per regolamento erano ritenuti validi per la classifica solo i migliori 3 risultati e Graham sommò due primi posti ed un secondo, dovendo scartare solamente il punto conquistato con il giro più veloce ottenuto al Tourist Trophy. Il suo avversario nella lotta per il titolo, Nello Pagani con la Gilera, poté invece calcolare a sua volta due primi posti e un terzo posto, dovendo scartare invece altri 11 punti conquistati. La classifica vide pertanto primeggiare il pilota britannico con un punto di scarto su quello italiano.
Graham restò con la AJS anche l'anno successivo, concludendo in questo caso con due terzi posti nella classifica iridata.
Nel 1951 si legò invece alla casa motociclistica italiana MV Agusta per utilizzarne i veicoli nella Classe 125 e in 500; nella classe 350 decise invece di gareggiare con delle Velocette. Dopo che al primo anno di sviluppo la MV Agusta da 500 cm³ di cilindrata si era rivelata un po' carente in termini di affidabilità (tanto da non consentirgli di ottenere punti validi per la classifica iridata), nel motomondiale 1952 la situazione migliorò, tanto da fare in modo che Graham si piazzasse al secondo posto in classifica generale, alle spalle di Umberto Masetti.
Nel 1953 al Tourist Trophy dell'Isola di Man, gara inaugurale della stagione, dopo aver vinto nella Classe 125 che si era svolta il giovedì, il venerdì è perito durante l'effettuazione della gara della cilindrata superiore.

## Risultati nel motomondiale

### Classe 125
| 1951 | Classe | Moto      |  |    |     |    |   |    |  |  |  | Punti | Pos. |
| ---- | ------ | --------- |  | -- | --- | -- | - | -- |  |  |  | ----- | ---- |
| 1951 | 125    | MV Agusta |  | NE | Rit | NE | 3 | NE |  |  |  | 4     | 8º   |

| 1952 | Classe | Moto      |    |  |  |    |  |  |   |   |  | Punti | Pos. |
| ---- | ------ | --------- | -- |  |  | -- |  |  | - | - |  | ----- | ---- |
| 1952 | 125    | MV Agusta | NE |  |  | NE |  |  | 3 | 2 |  | 10    | 4º   |

| 1953 | Classe | Moto      |   |  |  |  |  |  |  |  |  | Punti | Pos. |
| ---- | ------ | --------- | - |  |  |  |  |  |  |  |  | ----- | ---- |
| 1953 | 125    | MV Agusta | 1 |  |  |  |  |  |  |  |  | 8     | 5º   |

| Legenda | 1º posto        | 2º posto            | 3º posto            | A punti      | Senza punti        | Grassetto – Pole position Corsivo – Giro più veloce |
| Legenda | Gara non valida | Non qual./Non part. | Ritirato/Non class. | Squalificato | '-' Dato non disp. | Grassetto – Pole position Corsivo – Giro più veloce |

### Classe 250
| 1952 | Classe | Moto      |   |   |  |    |  |   |  |    | Punti | Pos. |
| ---- | ------ | --------- | - | - |  | -- |  | - |  | -- | ----- | ---- |
| 1952 | 250    | Velocette | 3 | 4 |  | NE |  | 3 |  | NE | 11    | 3º   |

| Legenda | 1º posto        | 2º posto            | 3º posto            | A punti      | Senza punti        | Grassetto – Pole position Corsivo – Giro più veloce |
| Legenda | Gara non valida | Non qual./Non part. | Ritirato/Non class. | Squalificato | '-' Dato non disp. | Grassetto – Pole position Corsivo – Giro più veloce |

### Classe 350
| 1949 | Classe | Moto |     |   |  |  |  |    |  |  |  | Punti | Pos. |
| ---- | ------ | ---- | --- | - |  |  |  | -- |  |  |  | ----- | ---- |
| 1949 | 350    | AJS  | Rit | 2 |  |  |  | NE |  |  |  | 8     | 7º   |

| 1950 | Classe | Moto |   |  |  |   |  |   |  |  |  | Punti | Pos. |
| ---- | ------ | ---- | - |  |  | - |  | - |  |  |  | ----- | ---- |
| 1950 | 350    | AJS  | 4 |  |  | 1 |  | 2 |  |  |  | 17    | 3º   |

| 1951 | Classe | Moto      |   |   |    |  |  |  |  |   |  | Punti | Pos. |
| ---- | ------ | --------- | - | - | -- |  |  |  |  | - |  | ----- | ---- |
| 1951 | 350    | Velocette | 2 | 1 | 10 |  |  |  |  | 7 |  | 14    | 6º   |

| 1952 | Classe | Moto      |  |     |  |   |  |  |  |    |  | Punti | Pos. |
| ---- | ------ | --------- |  | --- |  | - |  |  |  | -- |  | ----- | ---- |
| 1952 | 350    | Velocette |  | Rit |  | 6 |  |  |  | NE |  | 1     | 13º  |

| Legenda | 1º posto        | 2º posto            | 3º posto            | A punti      | Senza punti        | Grassetto – Pole position Corsivo – Giro più veloce |
| Legenda | Gara non valida | Non qual./Non part. | Ritirato/Non class. | Squalificato | '-' Dato non disp. | Grassetto – Pole position Corsivo – Giro più veloce |

### Classe 500
| 1949 | Classe | Moto |    |   |   |     |   |     |  |  |  | Punti | Pos. |
| ---- | ------ | ---- | -- | - | - | --- | - | --- |  |  |  | ----- | ---- |
| 1949 | 500    | AJS  | 10 | 1 | 2 | Rit | 1 | Rit |  |  |  | 30    | 1º   |

| 1950 | Classe | Moto |   |     |     |   |   |   |  |  |  | Punti | Pos. |
| ---- | ------ | ---- | - | --- | --- | - | - | - |  |  |  | ----- | ---- |
| 1950 | 500    | AJS  | 4 | Rit | Rit | 1 | 2 | 7 |  |  |  | 17    | 3º   |

| 1951 | Classe | Moto               |     |     |     |     |     |     |  |     |  | Punti | Pos. |
| ---- | ------ | ------------------ | --- | --- | --- | --- | --- | --- |  | --- |  | ----- | ---- |
| 1951 | 500    | MV Agusta e Norton | Rit | Rit | Rit | Rit | Rit | Rit |  | Rit |  | 0     |      |

| 1952 | Classe | Moto      |     |   |   |     |   |     |   |   |  | Punti | Pos. |
| ---- | ------ | --------- | --- | - | - | --- | - | --- | - | - |  | ----- | ---- |
| 1952 | 500    | MV Agusta | Rit | 2 | 7 | Rit | 4 | Rit | 1 | 1 |  | 25    | 2º   |

| 1953 | Classe | Moto      |     |  |  |    |  |  |  |  |  | Punti | Pos. |
| ---- | ------ | --------- | --- |  |  | -- |  |  |  |  |  | ----- | ---- |
| 1953 | 500    | MV Agusta | Rit |  |  | NE |  |  |  |  |  | 0     |      |

| Legenda | 1º posto        | 2º posto            | 3º posto            | A punti      | Senza punti        | Grassetto – Pole position Corsivo – Giro più veloce |
| Legenda | Gara non valida | Non qual./Non part. | Ritirato/Non class. | Squalificato | '-' Dato non disp. | Grassetto – Pole position Corsivo – Giro più veloce |